# E-Werk Wacht
Das E-Werk Wacht ist ein Kleinwasserkraftwerk am Prägbach im Todtnauer Ortsteil Präg. Die Anlage produziert in einem normalen „Wasserjahr“ 350.000 kWh, was etwa dem Bedarf von 100 Haushalten entspricht.

## Geschichte
Im Jahr 1921 wurde durch die Gemeinde Bernau im Schwarzwald und die Holzwarenwerke Präg GmbH das Gesuch zur Erstellung einer Wasserkraftanlage am Oberen Prägbach eingereicht. Das Badische Bezirksamt Schönau erteilte am 11. April 1922 die Genehmigung. Am 6. Dezember 1928 hat das damals zuständige badische Bezirksamt Schopfheim den Antrag auf Stauerhöhung um 30 cm genehmigt. Am 1. April 1930 übernahm die Gemeinde Bernau die Anteile der Holzwarenwerke Präg und wurde Eigentümer der gesamten Anlagen: Staudamm mit Stauwehr, Hangleitung, Wasserschloss, Druckleitung, Turbinenhaus mit maschinentechnischen Einrichtungen und Freileitung. Der Stauweiher ist als Tagesausgleichsweiher mit einem nutzbaren Beckeninhalt von 12.365 m³ ausgelegt. Das Stauwehr ist an einer Engstelle des oberen Prägbachtales – etwa 12 Meter lang – angeordnet. In der Staumauer befindet sich die Rechenanlage und ein GrundablassSchütz, das auch als Hochwasserschutz benutzt werden kann.
Die Anlage hat damals die Einwohner der Gemeinden Bernau im Schwarzwald, Präg und Herrenschwand mit elektrischer Energie versorgt. Um die dauerhafte Stromversorgung zu gewährleisten, wurde zusätzlich ein Dieselmotor eingebaut, der nach Anschluss an das öffentliche Versorgungsnetz 1956 wieder entfernt wurde. 1983 wurden größere Investitionen durchgeführt und eine zusätzliche leistungsfähige Peltonturbine (WKV) eingebaut sowie eine Steuerleitung zum Stauweiher verlegt.
2008 verpachtete die Gemeinde Bernau das bisher in Eigenregie betriebene Kraftwerk.
Mit Wirkung vom 1. Januar 2011 hat die Gemeinde Bernau die Wasserkraftanlage mit allen Bestandteilen an die E-Werk Wacht Baur OHG verkauft.

## Leistung und Abnehmer der erzeugten elektrischen Energie
Die zweidüsige Peltonturbine der Marke Voith und der AEG-Generator aus dem Jahr 1922 sind noch funktionsfähig. Im Dauerbetrieb ist die 1984 installierte WKV-Turbine mit Generator. Die installierte Leistung beider Maschinen beträgt 290 kW. Die Wasserzuleitungen sind aus dem Jahr 1929 als Stahlrohre ausgelegt und erlauben derzeit eine maximale Stundenleistung von 90 kW.
Die elektrische Energie wird an die EOW (Energieversorgung oberes Wiesental) abgegeben. Außerdem wird nach den Regeln des Erneuerbare-Energien-Gesetzes in das öffentliche Netz eingeleitet. Der zuständige Netzbetreiber ist die ED Netze GmbH, Rheinfelden.

## Lage/Standort
Die Wasserkraftanlage liegt im nordöstlichen Teil der Gemarkungsgrenze von Todtnau samt Eingemeindungen und grenzt an das Herzogenhorngebiet an. Aufgrund vielfältiger naturhafter Ausstattung und extensiv genutzten Weidfeldern sowie naturnahen Wäldern und seltenen Pflanzen wurde das Gebiet 1994 in das 2867 ha große Naturschutzgebiet Gletscherkessel Präg aufgenommen.

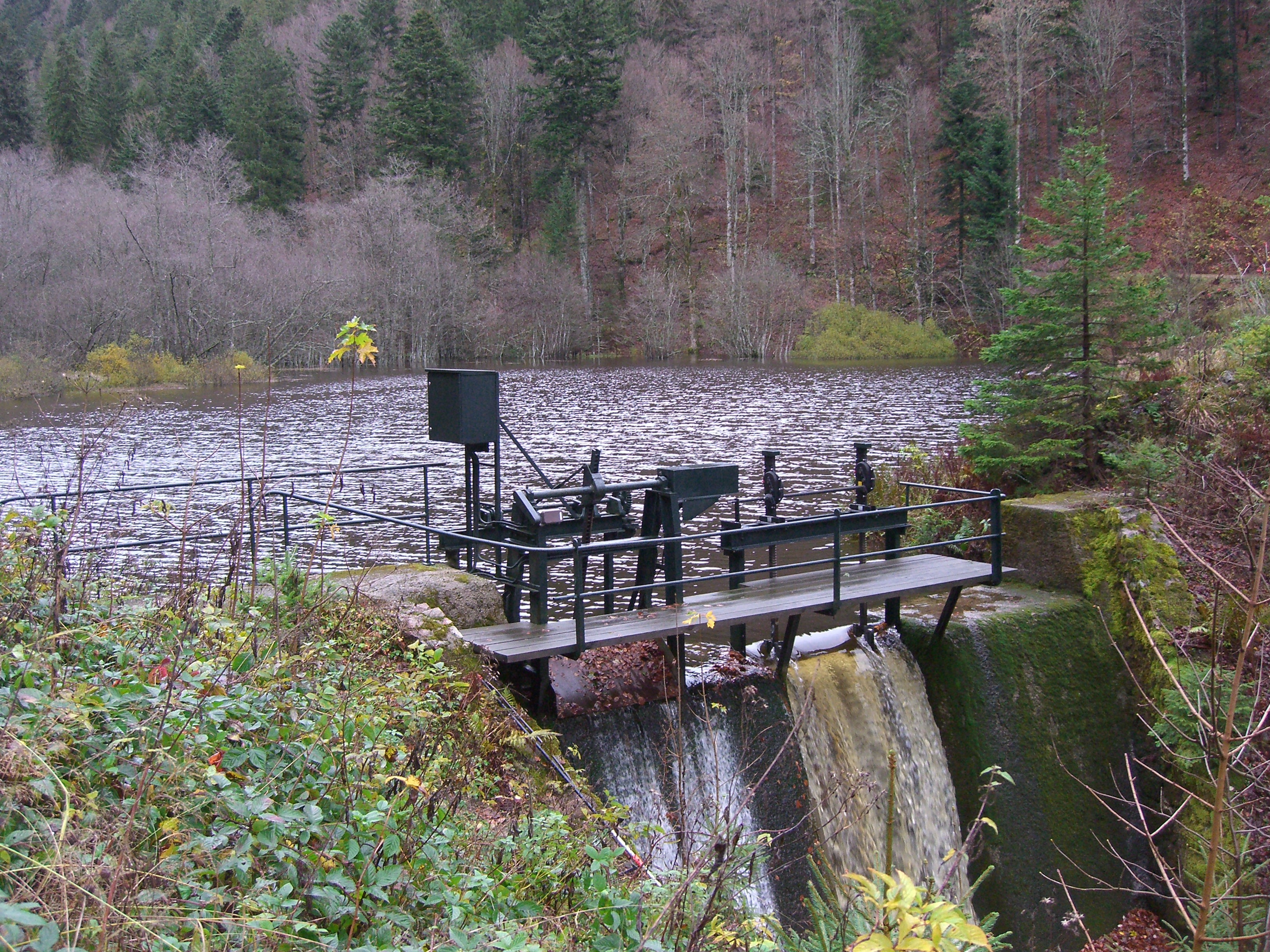
Stauweiher
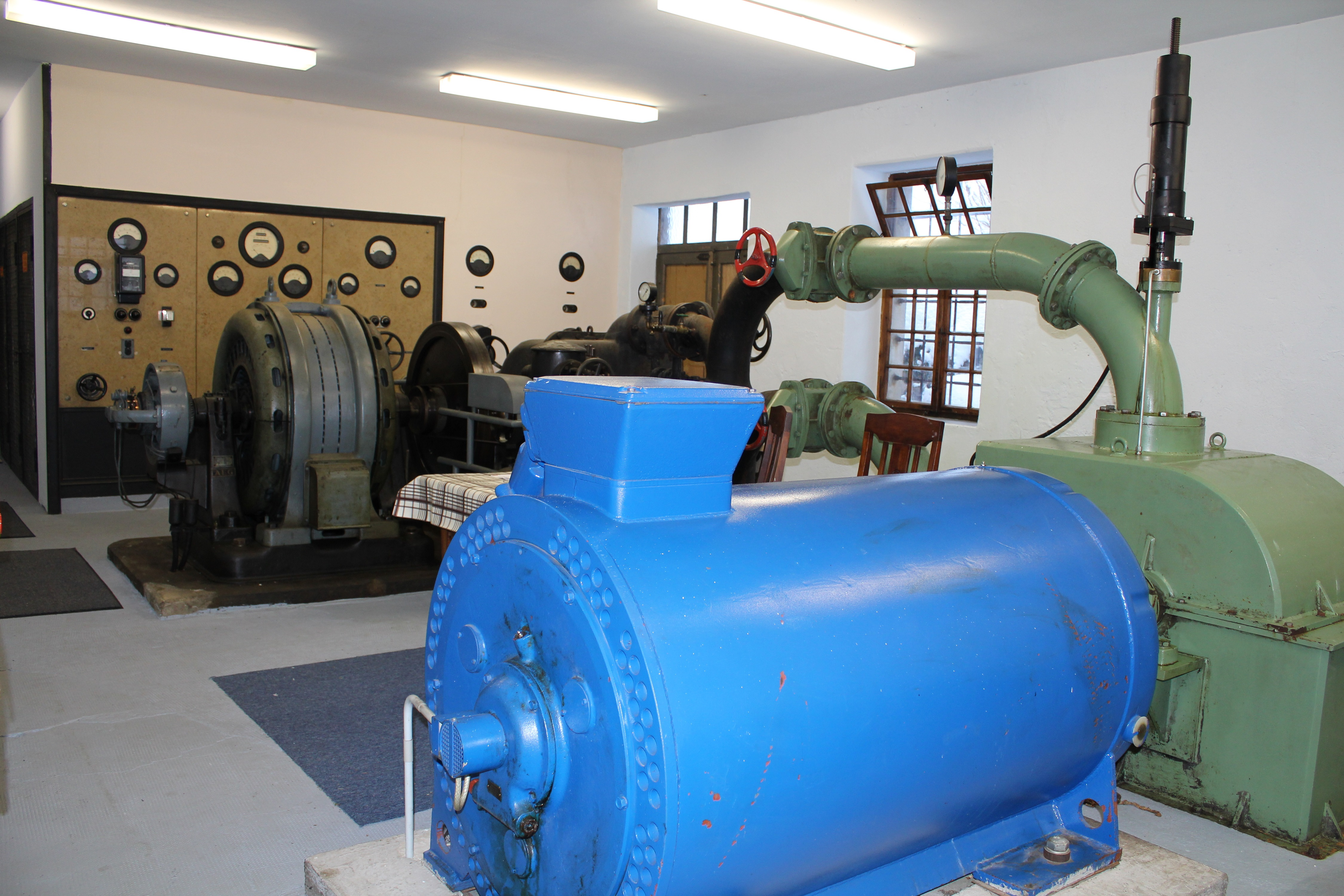
Peltonturbine mit Generator